# Knusberget
Knusberget este o arie protejată (arie specială de conservare — SAC, sit de importanță comunitară — SCI) din Suedia întinsă pe o suprafață de 16,6 ha, integral pe uscat.

## Localizare
Centrul sitului Knusberget este situat la coordonatele 60°30′58″N 14°53′47″E / 60.516°N 14.8965°E.

## Înființare
Situl Knusberget a fost declarat sit de importanță comunitară în iunie 1996 pentru a proteja un număr necunoscut de specii din flora spontană și fauna sălbatică aflate în arealul zonei. Situl a fost protejat și ca arie specială de conservare în martie 2011.

## Biodiversitate
Situată în ecoregiunea boreală, aria protejată conține 2 habitate naturale: Taiga vestică, Mlaștini împădurite.
La baza desemnării sitului se află un număr nedeclarat de specii protejate.